# Koko (Max Fleischer)

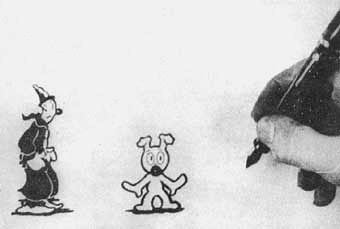
O palhaço Koko e seu companheiro canino Fitz, posteriormente substituído por "Bimbo".

Koko, também chamado de Koko, o palhaço, é um personagem de animação criado pelo pioneiro no desenvolvimento de desenhos animados Max Fleischer.

## Origens
O personagem surgiu a partir de um aparelho chamado rotoscópio, inventado pelo animador Max Fleischer, que permitia que a animação ganhasse movimento realista, como se um personagem usasse um movimento realista de um ser humano. Max Fleischer testou seu invento em seu irmão Dave Fleischer vestido de palhaço para criar mais ou menos 2.500 desenhos em um ano de trabalho, e assim, surgiu o palhaço Koko.
Max Fleischer assinou um contrato com John R. Bray Studios, e o palhaço Koko estreou em 1919, nos curtas-metragens de "Out of the Inkwell.
No começo, Koko não tinha um nome fixo, pois era conhecido simplesmente como "O Palhaço" ou "Palhaço de Fleischer". Desde que o personagem ganhou fama em 1921, os irmãos Fleischer criaram o próprio estúdio de animação, o "Fleischer Studios",  para eles o palhaço ganhou o nome de Ko-Ko em 1923 quando Dick Huemer chegou ao estúdio como o supervisor de animação, e ao mesmo tempo o palhaço ganhou um companheiro canino Fitz. Huemer redesenhou o palhaço para dar fama à série. Em 1927, o nome do palhaço perdeu o hífen, sendo chamado apenas de "Koko", que entrou para a série "Talkartoons".
Em 1932, Koko virou o personagem dos desenhos da Betty Boop, e estreou em "Stopping the show", onde ele é um paciente que contracenava com o cachorro Bimbo, que era um médico. Sua última na série, e teatral ao mesmo tempo, foi no episódio "Ha! Ha! Ha!" (1934), que era o remake do episódio da série Out of the Inkwell titulada "The Cure ("A Cura"), de 1924. Depois, Koko teve suas duas estreias coloridas. A primeira foi em "Toys Will Be Toys" (1949) e a segunda foi ao final do filme Uma cilada para Roger Rabbit (1988).